# 前1510年代
| 千纪： | 前2千纪 |
| 世纪： | 前17世纪 \| 前16世纪 \| 前15世纪                                                                                     |
| 年代： | 前1540年代 \| 前1530年代 \| 前1520年代 \| 前1510年代 \| 前1500年代 \| 前1490年代 \| 前1480年代                       |
| 年份： | 前1519年 \| 前1518年 \| 前1517年 \| 前1516年 \| 前1515年 \| 前1514年 \| 前1513年 \| 前1512年 \| 前1511年 \| 前1510年 |

## 重要事件及趋势
- 前1517年—在图特摩斯一世的前任阿蒙霍特普一世在位时，天狼星偕日升
- 前1512年—杜卡利翁的洪水，根据希波的奥古斯丁、該撒利亞的優西比烏的记载。

## 重要人物
- 阿蒙霍特普一世，古埃及法老
- 太戊，商朝君主
- 普祖尔亚述三世，亚述君主
- 凯克洛普斯，雅典国王
- 铁列平，赫梯君主